# Jerzy Hołdanowicz
Jerzy Michał Hołdanowicz (ur. 29 września 1948 w  Trzebnicy, zm. 4 stycznia 2019 tamże) – polski samorządowiec i przedsiębiorca, specjalista w zakresie budowy i eksploatacji maszyn, dr inż., burmistrz Trzebnicy w latach 1998–2006.

## Życiorys
Syn Stanisława i Marii. Był specjalistą w zakresie budowy i eksploatacji maszyn (specjalność; przeróbka mechaniczna). Miał stopień naukowy doktora inżynierii. Był pracownikiem Instytutu Konstrukcji i Eksploatacji Maszyn Wydziału Mechanicznego Politechniki Wrocławskiej. Pracował także jako przedsiębiorca (prowadził firmę z siedzibą w Prusicach). W latach 1998–2006 przez dwie kadencje piastował funkcję burmistrza Trzebnicy. W 2001 kandydował na posła w okręgu wrocławskim.